# Geschichte des Schlangenbeschwörers und seiner Frau und Kinder

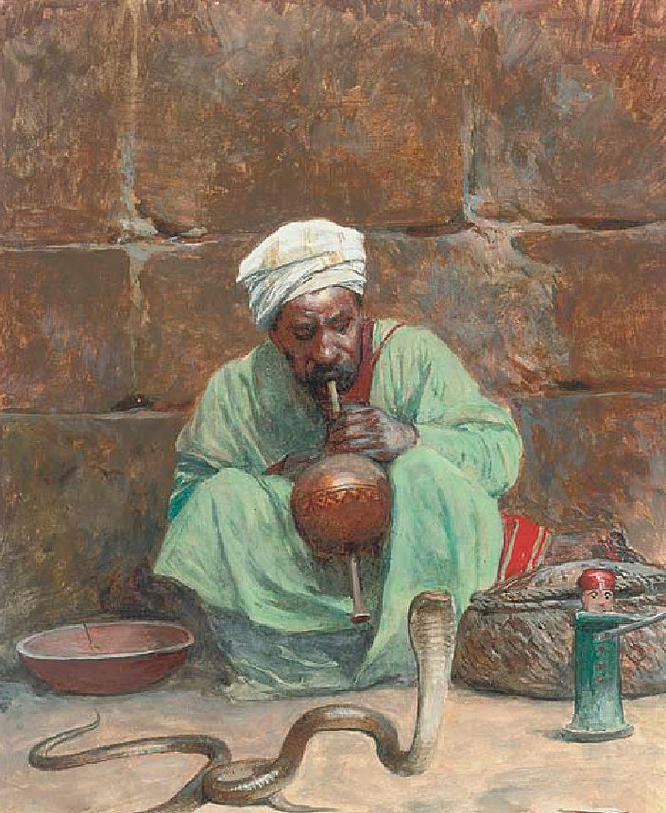
Schlangenbeschwörer; Charles Wilda (1854–1907).

Die Geschichte des Schlangenbeschwörers und seiner Frau und Kinder ist ein orientalisches Märchen aus den Geschichten aus Tausendundeiner Nacht. Sie ist als Schachtelgeschichte Teil der größeren Geschichte des Königs Kalad und seines Wesirs Schimas. In der Arabian Nights Encyclopedia wird es als ANE 244 gelistet.
Die Kurzgeschichte lehrt, dass man nicht aufdringlich sein, bzw. seine Nase nicht in fremde Angelegenheiten stecken soll.

## Handlung
Einst lebte ein Mann, der Schlangen erzog, um mit ihnen die Zukunft zu befragen. Er hielt sie in einem großen Krug vor seiner Familie verborgen. Eines Tages bemerkte seine Frau den Krug und fragte ihn, was er enthalte. Ihr Mann wollte ihr die Antwort jedoch nicht geben. Nun begannen die Kinder des Mannes ihn täglich danach zu fragen, was in dem Krug sei, im Glauben, es sei etwas zu essen. Als der Mann mit vielerlei Speisen nach Hause kam, wurden sie böse und nahmen nichts an, auch nicht als er ihnen noch mehr anbot. Der Mann erklärte, dass in dem Krug nichts Gutes sei, doch die Kinder murrten trotzig weiter, bis er schließlich einen Stock nahm und auf seine trotzigen Kinder losging. In dieser Zeit öffnete die Ehefrau den Deckel des Krugs, woraufhin die Schlangen herauskamen und die Frau und die Kinder totbissen. Nur der Mann entkam durch schnelle Flucht aus dem Haus.

## Hintergrund
Auf die arabische Druckausgabe Kalkuta II griffen Richard Francis Burton und Enno Littmann für ihre Sammlungen zurück.

## Ausgaben
- Gustav Weil: Tausend und eine Nacht – Arabische Erzählungen, Karl Müller Verlag, Erlangen 1984 (Erstausgabe 1839), Band 4, S. 17f.
- Enno Littmann: Die Erzählungen aus den tausendundein Nächten, Insel Verlag, Frankfurt 1968, Band 6, S. 38–39.